# 马里尼亚克 (滨海夏朗德省)
马里尼亚克（法語：Marignac，法語發音：[maʁiɲak]）是法国滨海夏朗德省的一个市镇，位于该省中南部偏东，属于桑特区。

## 地理
马里尼亚克（45°31'18"N, 0°28'34"W）面积13.5 平方千米，位于法国新阿基坦大区滨海夏朗德省，该省份为法国西部滨海省份，北起旺代省，西临大西洋，南至吉倫特省，东南接多爾多涅省，东北接德塞夫勒省接壤，东临夏朗德省。
与马里尼亚克接壤的市镇（或旧市镇、城区）包括：阿维、沙德纳克、克朗、瑟涅河畔弗莱阿克、讷勒、圣乔治-昂蒂尼亚克、圣格雷瓜尔达代讷。

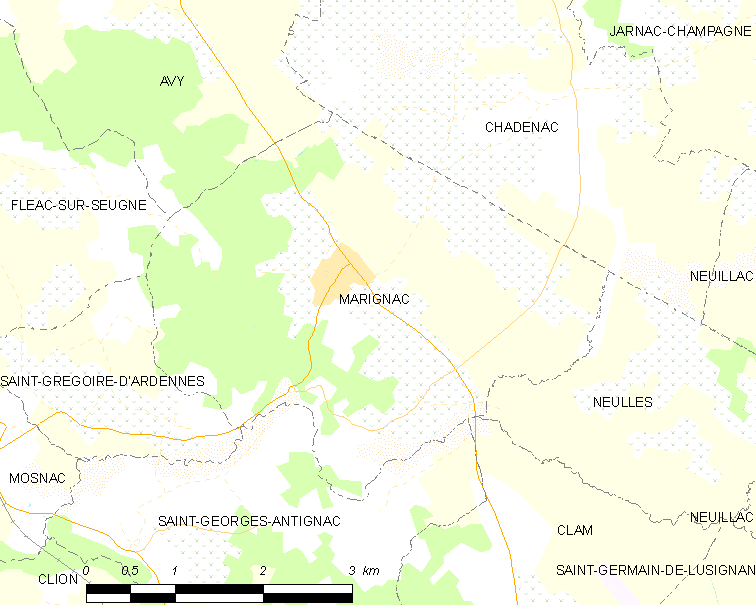
的OSM定位图

马里尼亚克的时区为UTC+01:00、UTC+02:00（夏令时）。

## 行政
马里尼亚克的邮政编码为17800，INSEE市镇编码为17220。

## 政治
马里尼亚克所属的省级选区为蓬镇县。

## 人口

1962-2008年间人口变化图示

马里尼亚克于2022年1月1日时的人口数量为412人。